# Чемпіонат УРСР з легкої атлетики в приміщенні 1977
Чемпіонат УРСР з легкої атлетики в приміщенні 1977 серед дорослих був проведений 8-9 лютого у Донецьку в легкоатлетичному манежі Донецького політехнічного інституту.
Формально до програми змагань чемпіонату в приміщенні входили також метальні дисципліни просто неба — метання молота у чоловіків, а також метання диска у чоловіків та жінок.

## Призери

### Чоловіки
| Дисципліни            | Золото                               | Золото   | Срібло                                | Срібло  | Бронза                              | Бронза  |
| --------------------- | ------------------------------------ | -------- | ------------------------------------- | ------- | ----------------------------------- | ------- |
| 60 метрів             | Валерій Ратушний Київ                | 6,5h     | Володимир Ігнатенко Чернігівська обл. | 6,6     | Сергій Владимирцев Київ             | 6,7     |
| 400 метрів            | Василь Архипенко Донецька обл.       | 50,4h    | Анатолій Караулов Донецька обл.       | 50,4    | Валерій Машковський Київ            | 50,5    |
| 800 метрів            | Анатолій Печериця Севастополь        | 1.52,8h  | О. Лисенко Київ                       | 1.53,4  | Є. Слободенюк Сумська обл.          | 1.53,6  |
| 1500 метрів           | М. Шаблій Дніпропетровська обл.      | 3.48,8h  | Володимир Гавадзін Київ               | 3.49,0  | Євген Волков Київ                   | 3.50,2  |
| 3000 метрів           | Г. Виборнов Севастополь              | 8.15,8h  | М. Чепур Сумська обл.                 | 8.17,6  | А. Холодов Запорізька обл.          | 8.18,4  |
| 5000 метрів           | О. Шкурупій Київ                     | 14.09,6h | Анатолій Недибалюк Київ               | 14.12,6 | В. Севастьянов Одеська обл.         | 14.13,6 |
| 60 метрів з бар'єрами | В'ячеслав Найденко Київ              | 7,5h NIB | Микола Авілов Одеська обл.            | 7,7     | Василь Підгурський Вінницька обл.   | 7,7     |
| Ходьба 5000 метрів    | Леонід Вільгота Львівська обл.       | 20.26,0h | В. Кучма Ворошиловградська обл.       | 20.42,0 | В. Грабовий Київ                    | 21.06,0 |
| Стрибки у висоту      | Володимир Журавльов Київ             | 2,18     | Анатолій Ільїн Миколаївська обл.      | 2,15    | Сергій Сенюков Чернівецька обл.     | 2,15    |
| Стрибки з жердиною    | Юрій Прохоренко Київ                 | 5,30     | Сергій Кривозуб Донецька обл.         | 5,20    | О. Осауленко Запорізька обл.        | 5,00    |
| Стрибки у довжину     | Василь Галиней Львівська обл.        | 7,33     | В. Пасеченик Дніпропетровська обл.    | 7,31    | Олександр Яковлєв Київ              | 7,28    |
| Потрійний стрибок     | Олександр Яковлєв Київ               | 16,36    | Геннадій Ковтунов Донецька обл.       | 16,21   | Павло Лобанов Запорізька обл.       | 15,98   |
| Штовхання ядра        | Анатолій Ярош Ворошиловградська обл. | 19,39    | Олександр Носенко Київ                | 19,01   | Віктор Журба Ворошиловградська обл. | 17,57   |
| Семиборство           | Олександр Шабленко Київ              | 5485     | Юрій Бесараб Чернівецька обл.         | 5353    | Володимир Бугай Львівська обл.      | 5289    |

#### Просто неба
| Дисципліни     | Золото                              | Золото | Срібло                       | Срібло | Бронза                    | Бронза |
| -------------- | ----------------------------------- | ------ | ---------------------------- | ------ | ------------------------- | ------ |
| Метання диска  | Віктор Журба Ворошиловградська обл. | 58,86  | А. Хороленко Запорізька обл. | 53,28  | Г. Тищенко Київ           | 52,60  |
| Метання молота | Валентин Чумак Київ                 | 70,34  | Юрій Тамм Київ               | 66,30  | В. Третяк Запорізька обл. | 66,00  |

### Жінки
| Дисципліни            | Золото                                 | Золото  | Срібло                                  | Срібло | Бронза                                      | Бронза  |
| --------------------- | -------------------------------------- | ------- | --------------------------------------- | ------ | ------------------------------------------- | ------- |
| 60 метрів             | Зоя Войтенко Дніпропетровська обл.     | 7,4h    | О. Кострикова Київ                      | 7,5    | Тетяна Малюванець Ворошиловградська обл.    | 7,5     |
| 400 метрів            | Ніна Зюськова Донецька обл.            | 55,7h   | Тетяна Пророченко Запорізька обл.       | 56,5   | Людмила Поппе Київ                          | 56,6    |
| 800 метрів            | Н. Кожушко Київ                        | 2.11,4h | Тетяна Єлізарова Харківська обл.        | 2.11,8 | Н. Дорошенко Київ                           | 2.11,9  |
| 1500 метрів           | Любов Смолка Київ                      | 4.28,3h | Надія Ралдугіна Кримська обл.           | 4.28,6 | Валентина Фарфіуліна Ворошиловградська обл. | 4.29,0  |
| 3000 метрів           | Раїса Смехнова Київська обл.           | 9.29,4h | О. Аврамова Одеська обл.                | 9.44,6 | Н. Забожко Черкаська обл.                   | 10.03,0 |
| 60 метрів з бар'єрами | Марія Кеменчежі Донецька обл.          | 8,3h    | Людмила Оринянська Київ                 | 8,4    | Н. Кокуленко Донецька обл.                  | 8,4     |
| Стрибки у висоту      | Світлана Орлова Ворошиловградська обл. | 1,77    | Ольга Бондаренко Ворошиловградська обл. | 1,77   | Тетяна Цуканова Чернівецька обл.            | 1,77    |
| Стрибки у довжину     | Тетяна Скачко Ворошиловградська обл.   | 6,42    | В. Ковальова Донецька обл.              | 6,08   | Надія Тарасова Хмельницька обл.             | 6,03    |
| Штовхання ядра        | Віра Цапкаленко Одеська обл.           | 19,00   | Наталія Носенко Київ                    | 17,47  | Віра Кот Київ                               | 16,21   |
| П'ятиборство          | В. Нікітіна Львівська обл.             | 3953    | Т. Курбатова Донецька обл.              | 3773   | Т. Александрова Київ                        | 3724    |

#### Просто неба
| Дисципліни    | Золото                                 | Золото | Срібло            | Срібло | Бронза                    | Бронза |
| ------------- | -------------------------------------- | ------ | ----------------- | ------ | ------------------------- | ------ |
| Метання диска | Надія Мартинчук Ворошиловградська обл. | 58,92  | В. Кузьменко Київ | 56,40  | В. Попова Запорізька обл. | 51,26  |